# Универзитет Виланова
Универзитет Виланова (енгл. Villanova University) је католички приватни универзитет у Филаделфији. Основан је 1842. године, а тренутно представља најстарији католички универзитет у Пенсилванији.